# 12 juin 1908
Le vendredi 12 juin 1908 est le 164e jour de l'année 1908.

## Naissances
- André Hermant (mort le 7 mai 1978), architecte et urbaniste français
- Ann Rork Light (morte le 23 janvier 1988), actrice américaine
- François Nouel (mort le 27 septembre 1966), joueur français de rugby à XV et à XIII
- Henri Rol-Tanguy (mort le 8 septembre 2002), résistant français
- Jacques Lemarchand (mort le 27 février 1974), écrivain français
- José Iborra Blanco (mort le 17 septembre 2002), footballeur espagnol
- Joseph-Alphonse Ouimet (mort le 20 décembre 1988), fonctionnaire canadien
- Marina Semenova (morte le 9 juin 2010), danseuse et pédagogue
- Michel Marcel Navratil (mort le 30 janvier 2001), philosophe et professeur français, survivant du Titanic
- Moufdi Zakaria (mort le 17 août 1977), poète algérien
- Otto Skorzeny (mort le 5 juillet 1975), militaire autrichien-allemand dans la Waffen-SS

## Décès
- Sophia Armitt (née en 1847), enseignante, écrivaine et naturaliste britannique

## Autres événements
- Création de SaskTel